# فرد روز
فرد روز (بالإنجليزية: Fred Rose)‏ هو صحفي وسياسي كندي، ولد في 7 ديسمبر 1907 في لوبلين في بولندا، وتوفي في 16 مارس 1983 في وارسو في بولندا. حزبياً، نشط في Labor-Progressive Party ‏ والحزب الشيوعي الكندي. وقد انتخب عضو مجلس العموم الكندي.